# فینال جام حذفی فوتبال انگلستان ۱۹۵۸
فینال جام حذفی فوتبال انگلستان ۱۹۵۸، رقابت پایانی جام حذفی فوتبال انگلستان در سال ۱۹۵۸ میلادی است که مابین دو تیم باشگاه فوتبال بولتون و باشگاه فوتبال منچستر یونایتد در ورزشگاه ومبلی لندن برگزار شده‌است.
این مسابقه که در تاریخ ۳ مه ۱۹۵۸ انجام شده‌است با نتیجه ۲ بر ۰ به سود تیم باشگاه فوتبال بولتون به پایان رسید.